# Carretera de voivodato 201

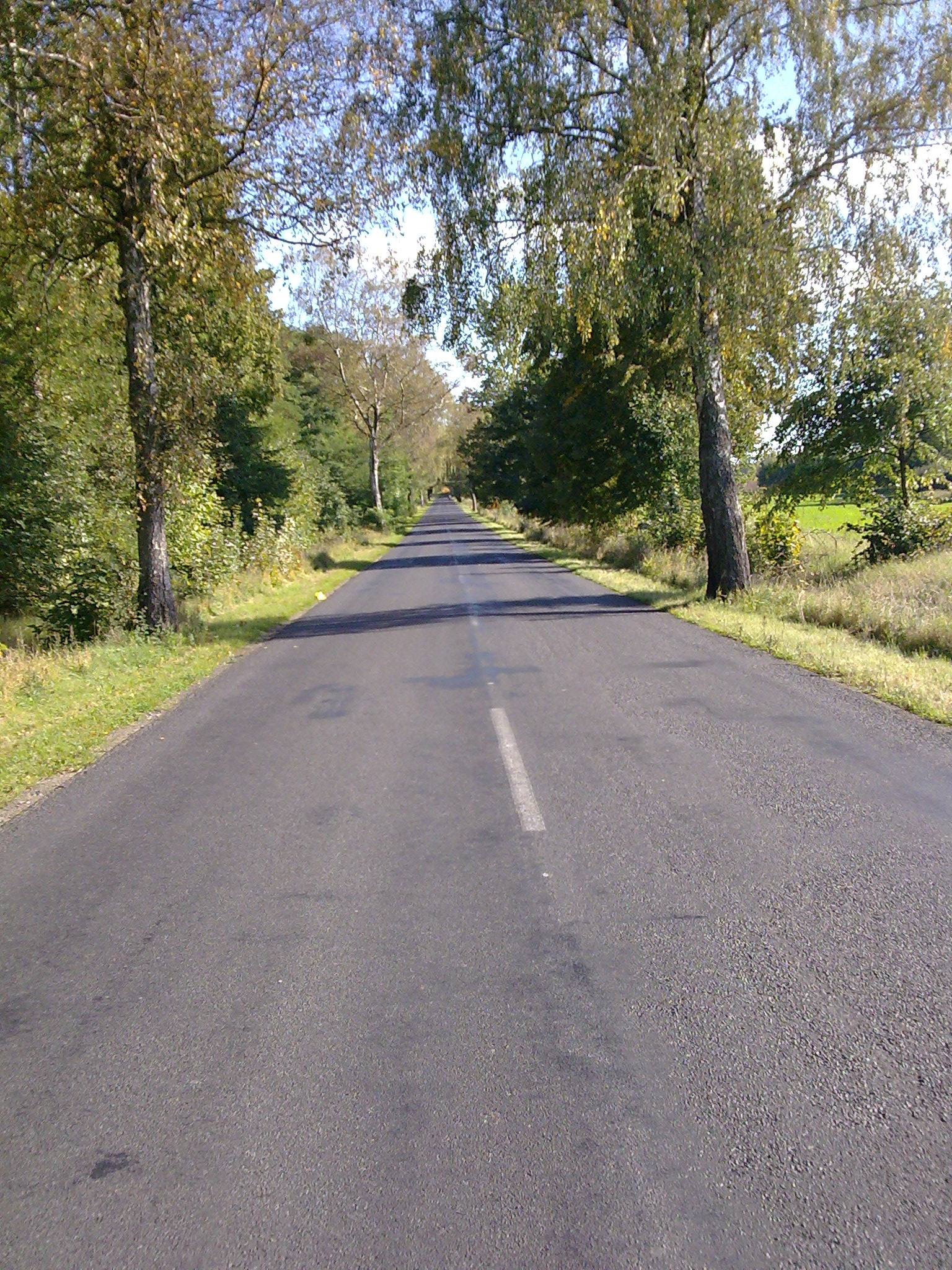
Carretera de voivodato 201.

La carretera de voivodato 201 (en polaco droga wojewódzka nr 201) (DW201) es una carretera provincial situada en los voivodatos de Pomerania y Pomerania Occidental, en Polonia, en los distritos de Człuchów y Szczecinek. La carretera tiene una longitud total de 30,49 kilómetros, y conecta la pequeña localidad polaca de Gwda Mała (DK20) con la localidad de Barkowo (DK22).